# Alagnon
Az Alagnon folyó Franciaország területén, az Allier bal oldali mellékfolyója.

## Földrajzi adatok
A folyó Cantal megyében, ered 1600 méterrel a tengerszint felett, és Auzat-la-Combelle-nél, Puy-de-Dôme megyében  torkollik az Allierba. Hossza 85,9 km.
Mellékfolyói az Allanche, Arcueil és Sianne.

## Megyék és városok a folyó mentén
- Cantal: Murat, Neussargues-Moissac és Massiac
- Haute-Loire: Lempdes-sur-Allagnon
- Puy-de-Dôme: Auzat-la-Combelle